# Selinunte (Cilicia)
Selinunte (o también Selinos o Selinus, en griego: Σελινοΰς) fue una antigua ciudad de la Cilicia Traquea (una de sus principales ciudades costeras), extinta sede episcopal, situada en el golfo de Antalya, en la costa sur de Asia Menor, cerca de la ciudad actual de Gazipaşa (Turquía), y a 9 km al este de la antigua ciudad de Iotape.
Es famosa en la Historia por ser el lugar del deceso del emperador Trajano. La ciudad estaba situada en la ruta costera de Tarso a Attalia, escalando la ladera de una colina de unos 200 m de altura en la desembocadura del río Selinus (en la actualidad, llamado Haçimusa), que en la época romana se extendió a los pies de dicha colina.

## Historia
Documentada por primera vez en tablillas asirias del siglo VI a. C. y citada por la mayoría de los geógrafos clásicos desde el Periplo de Pseudo-Escílax en adelante, Selinunte siguió los avatares de la Cilicia Traquea o Áspera desde el siglo IV a. C. en adelante, pasando de una satrapía del Imperio persa, en manos de reyes cilicios locales, al imperio de Alejandro el Grande. A su muerte, Cilicia fue disputada por sus sucesores, los Diádocos, quedando en manos de los lágidas en sus disputas con los seléucidas. En el año 197 a. C. fue una de las ciudades cilicias tomadas por Antíoco III el Grande en el curso de la quinta de las Guerras Sirias.
Selinunte fue uno de los refugios de los famosos piratas cilicios que aprovecharon las dificultades de los seléucidas con la República de Roma, hasta que Pompeyo los derrotó en el 67 a. C. y encuadró a Cilicia como provincia romana. Ya en el Imperio romano y en el año 117 d. C., el 8 de agosto, falleció en Selinunte el emperador Trajano, a su regreso de la guerra contra los Partos. Después de este hecho, la ciudad conoció su mayor esplendor gracias a los honores recibidos por los sucesores de Trajano (en particular, por su sucesor y sobrino, Adriano, que mandó construir en la ciudad un cenotafio en honor de su tío), rebautizada como Trajanópolis como atestiguan monedas e inscripciones, pero por poco tiempo, pues la ciudad fue conocida con su antiguo nombre de Selinunte como sede episcopal dependiente del metropolita de Seleucia Isauria.

Selinunte en la Pequeña Armenia cilicia. Aparece en la zona inferior izquierda del mapa, con el nombre de Selinos, al lado de Antioquía-Mikra, en la costa del mar Mediterráneo.

En 269 los persas del sasánida Sapor I conquistaron la ciudad, y ya en el Imperio bizantino fue tomada por los isaurios durante la revuelta del usurpador Leoncio contra el emperador Zenón el Isaurio, a finales del siglo V. La ciudad estuvo adscrita desde el año 680 al Thema Carabisiano (o "de los barcos", de karabis, barco en griego), cuando el puerto de la ciudad perdió importancia y la región fue abandonada a su suerte, hasta que tras la derrota bizantina en la batalla de Manzikert (1077) a manos los selyúcidas, quedó en poder del Reino armenio de Cilicia, hasta que en 1225 Selinunte fue conquistada definitivamente por el sultán selyúcida Keykubad I del Sultanato de Rüm, y desaparecería de la historia.
La ciudad y su entorno no abandonarían ya el poder turco, y a partir de entonces se denominó Selinti. En la descomposición del Sultanato de Rüm, la costa cilicia incluyendo Selinti fue controlada por uno de los Beylicatos turcos de Anatolia, el Beylicato de Karaman, que fue integrado en el Imperio otomano en 1472 por Gedik Ahmet Pachá, comandante naval del sultán Mehmet II. En el siglo XVII, el viajero Evliya Çelebi da noticias de Selinti como un grupo de 26 aldeas, con una cuidada mezquita a orillas del mar junto a un muelle para barcos de Chipre, con verdes montañas detrás. Hoy en día, en la llanura aluvial del río Haçimusa a unos 4 km de la costa, se encuentra la ciudad de Gazipasa.

## Restos arqueológicos

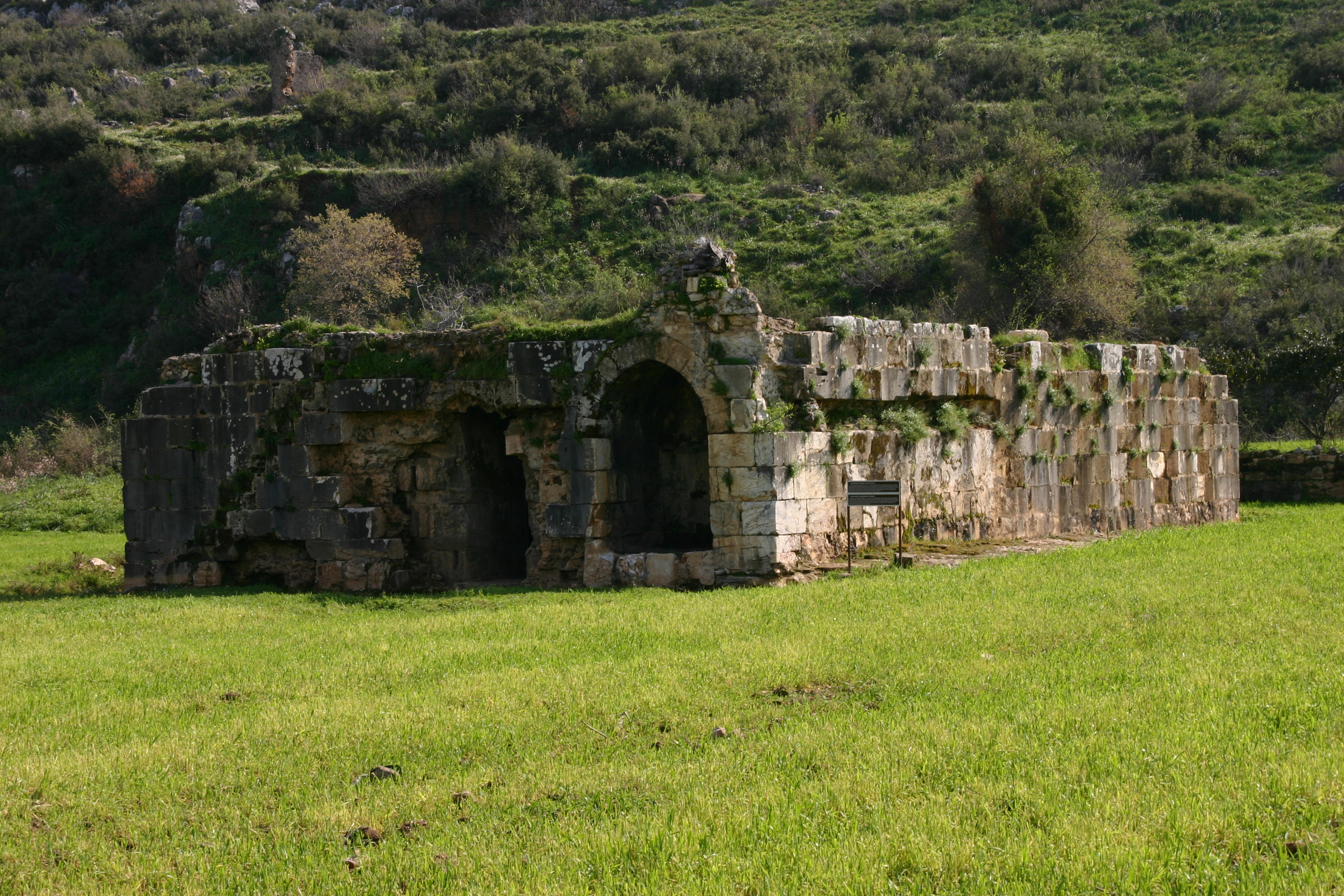
Cenotafio de Trajano, en realidad un caravasar medieval selyúcida, en Selinti

La colina sobre la que se asentaba la ciudad, junto a la desembocadura del actual Haçimusa, presenta al sur un escarpado acantilado al mar, y hacia el norte, una fuerte pendiente hacia el río, a cuyos pies se encuentran los principales restos que se corresponden con la ciudad romana.
Al norte de la ciudad hay restos de mampostería que formaban las murallas, un acueducto que cruzaba el río y las marismas que el propio río formaba en su desembocadura, y que traía agua de manantial a los baños de la ciudad, unos edificios de los que quedan algunos restos en la actualidad, además del graderío desgastado de un pequeño teatro que aprovechaba la pendiente de la colina. Al este se encuentran los restos, en mampostería, de la necrópolis de la ciudad, junto con los cimientos de una pequeña iglesia. Restos de columnas semienterradas y en doble hilera marcan el camino que desde la ciudad conducía al antiguo puerto, al parecer (y a diferencia del moderno, que está situado al norte, en la desembocadura del río) situado al sur de la ciudad.
El principal elemento arqueológico de Selinunte es un gran edificio rectangular rodeado de columnas que se mantiene en pie, llamado Quiosco Sekerhane por los naturales, que ha sido históricamente confundido con el cenotafio de Trajano: aunque la columnata puede adscribirse a la época clásica, en su forma actual el quiosco se corresponde con un caravasar o pabellón de caza medieval selyúcida, que probablemente ocupa el lugar del antiguo cenotafio, que fue, por los restos que quedan, una estructura de orden corintio expoliada para reutilizar sus piedras.
En la Acrópolis de la cumbre de la colina se sitúan los restos de una iglesia y un bien conservado castillo del señor armenio de la ciudad, una fortaleza del siglo XII que, más tarde, bajo el nombre de Castelo Lombardo, sirvió de base estable a comerciantes italianos.